# Maurerkogel
Maurerkogel är en bergstopp i Österrike.   Den ligger i distriktet Zell am See och förbundslandet Salzburg, i den centrala delen av landet, 290 km väster om huvudstaden Wien. Toppen på Maurerkogel är 2 074 meter över havet, eller 159 meter över den omgivande terrängen. Bredden vid basen är 2,1 km.
Terrängen runt Maurerkogel är bergig åt nordväst, men åt sydost är den kuperad. Närmaste större samhälle är Zell am See, 7,3 km öster om Maurerkogel. 
I omgivningarna runt Maurerkogel växer i huvudsak blandskog. Runt Maurerkogel är det ganska glesbefolkat, med 34 invånare per kvadratkilometer.